# Raphaël Saris

a Compétitions nationales et continentales officielles uniquement.

b Matchs officiels uniquement.
Raphaël Saris, né le 22 octobre 1915 à Perpignan et mort le 13 novembre 1976 à Toulouse, est un joueur de rugby à XIII international français et de rugby à XV.
Né à Perpignan, Raphaël Saris fait ses premiers dans le rugby à XV au club des « White Devils Perpignan » puis poursuit à l'avenir valencien de Valence d'Agen et en parallèle à la 153e brigade d'aéropostiers. Titulaire au poste d'ailier au sein de l'équipe nationale de l'armée de l'air, il répond positivement à rejoindre le Toulouse olympique XIII en octobre 1938. Titulaire et révélation de l'année du Toulouse olympique XIII, il prend part à la finale de la Coupe de France en 1939 avec Frantz Sahuc, Sylvain Bès et Alexandre Salat. Lors de la saison 1938-1939, il est également appelé en équipe de France prenant part avec son coéquipier Louis Brané aux deux rencontres victorieuses contre l'Angleterre et le Pays de Galles permettant à la France de remporter son premier trophée majeur de son histoire.

## Biographie

### Vie privée
Il est le beau-frère de Frédéric Trescases, international français de rugby à XIII.

## Palmarès

### En tant que joueur de rugby à XIII
- Collectif[3] :
  - Vainqueur de la Coupe d'Europe des nations : 1939 (France).
  - Finaliste de la Coupe de France : 1939 (Toulouse).

### Détails en sélection
| Matchs internationaux de Raphaël Saris | Matchs internationaux de Raphaël Saris | Matchs internationaux de Raphaël Saris | Matchs internationaux de Raphaël Saris | Matchs internationaux de Raphaël Saris | Matchs internationaux de Raphaël Saris | Matchs internationaux de Raphaël Saris | Matchs internationaux de Raphaël Saris | Matchs internationaux de Raphaël Saris | Matchs internationaux de Raphaël Saris | Matchs internationaux de Raphaël Saris | Matchs internationaux de Raphaël Saris |
|                                        | Date                                   | Adversaire                             | Résultat                               | Compétition                            | Poste                                  | Points                                 | Essais                                 | Pen.                                   | Drops                                  |                                        |                                        |
| -------------------------------------- | -------------------------------------- | -------------------------------------- | -------------------------------------- | -------------------------------------- | -------------------------------------- | -------------------------------------- | -------------------------------------- | -------------------------------------- | -------------------------------------- | -------------------------------------- | -------------------------------------- |
| sous les couleurs de la France         |                                        |                                        |                                        |                                        |                                        |                                        |                                        |                                        |                                        |                                        |                                        |
| 1                                      | 25 février 1939                        | Angleterre                             | 12-9                                   | Coupe d'Europe                         | Ailier                                 | -                                      | -                                      | -                                      | -                                      |                                        |                                        |
| 2                                      | 16 avril 1939                          | Pays de Galles                         | 16-10                                  | Coupe d'Europe                         | Ailier                                 | -                                      | -                                      | -                                      | -                                      |                                        |                                        |

#### Statistiques
| 1938-1939 | Toulouse olympique XIII | Championnat de France | 6e | ? | - | - | - | - | Coupe de France | Finaliste | - | - | - | - |  |  |  |  |  |  |